# Kampioenschap van Zürich 1999
Het Kampioenschap van Zürich 1999 was de 86e editie van deze wielerkoers (ook wel bekend als Züri-Metzgete) en werd verreden op 22 augustus, in en rond Zürich, Zwitserland. De koers was 245,3 kilometer lang en maakte deel uit van de wereldbeker. Aan de start stonden 181 renners, van wie 88 de finish bereikten.

## Uitslag
| Kampioenschap van Zürich 1999 |                      |                       |            |
| Plaats                        | Naam                 | Ploeg                 | Tijd       |
| Winnaar                       | Grzegorz Gwiazdowski | Cofidis               | 6u 19' 48" |
| 2                             | Sergio Barbero       | Mercatone Uno-Bianchi | + 28"      |
| 3                             | Andrei Tchmil        | Lotto-Mobistar        | + 34"      |
| 4                             | Paolo Bettini        | Mapei-Quick Step      | z.t.       |
| 5                             | Andrej Kivilev       | Festina-Lotus         | z.t.       |
| 6                             | Michael Boogerd      | Rabobank              | z.t.       |
| 7                             | Davide Rebellin      | Team Polti            | z.t.       |
| 8                             | Laurent Brochard     | Festina-Lotus         | z.t.       |
| 9                             | Mikel Zarrabeitia    | ONCE-Deutsche Bank    | z.t.       |
| 10                            | Jörg Jaksche         | Team Deutsche Telekom | z.t.       |